# Île Bonaventure
Pour les articles homonymes, voir Bonaventure.
Ne doit pas être confondu avec île Bizard, autrefois nommée île Bonaventure.
L’île Bonaventure est située à 3,5 km au large du village de Percé, à l'extrémité de la péninsule gaspésienne, au Québec.
D'une superficie de 4,16 km2, elle constitue avec le Rocher Percé distant de 5 km au nord, le Parc national de l'Île-Bonaventure-et-du-Rocher-Percé. Depuis 2008, l'île héberge la plus importante colonie de fous de Bassan au monde.
L'île a été colonisée par les franciscains récollets, qui auraient nommé cette île en l'honneur de leur cofondateur Bonaventure de Bagnorea.

## Histoire
L'île Bonaventure a été l'un des premiers sites de pêche saisonnière de la Nouvelle-France, associée à la famille de Nicolas Denys. L'île devint ensuite la propriété de la pêcherie anglo-normande des frères Le Boutillier. Au XIXe siècle, l'île connaissait la migration des pêcheurs de morue normands, charentais, basques ou bretons. En 1919, elle acquit le statut de sanctuaire pour oiseaux après la signature de la Convention sur les oiseaux migrateurs entre le Canada et les États-Unis.

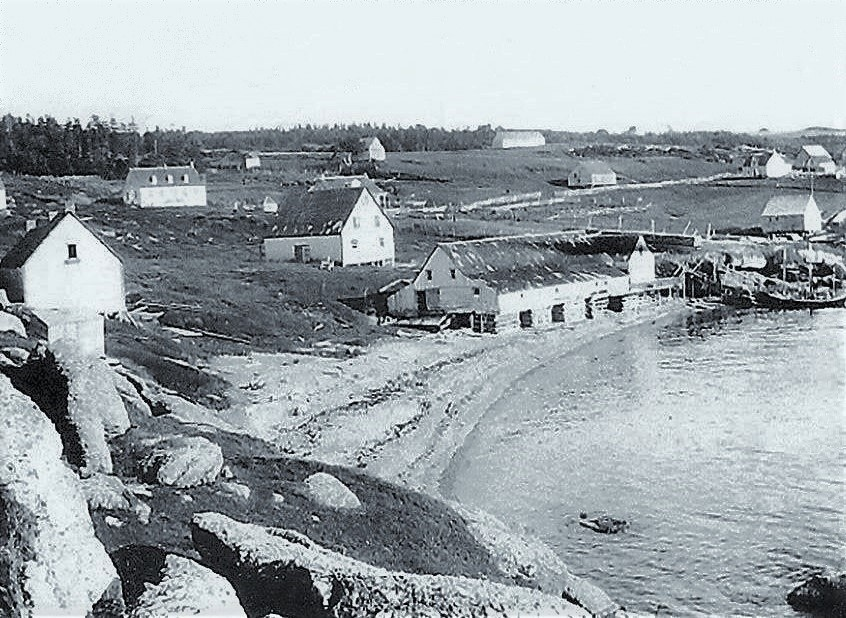
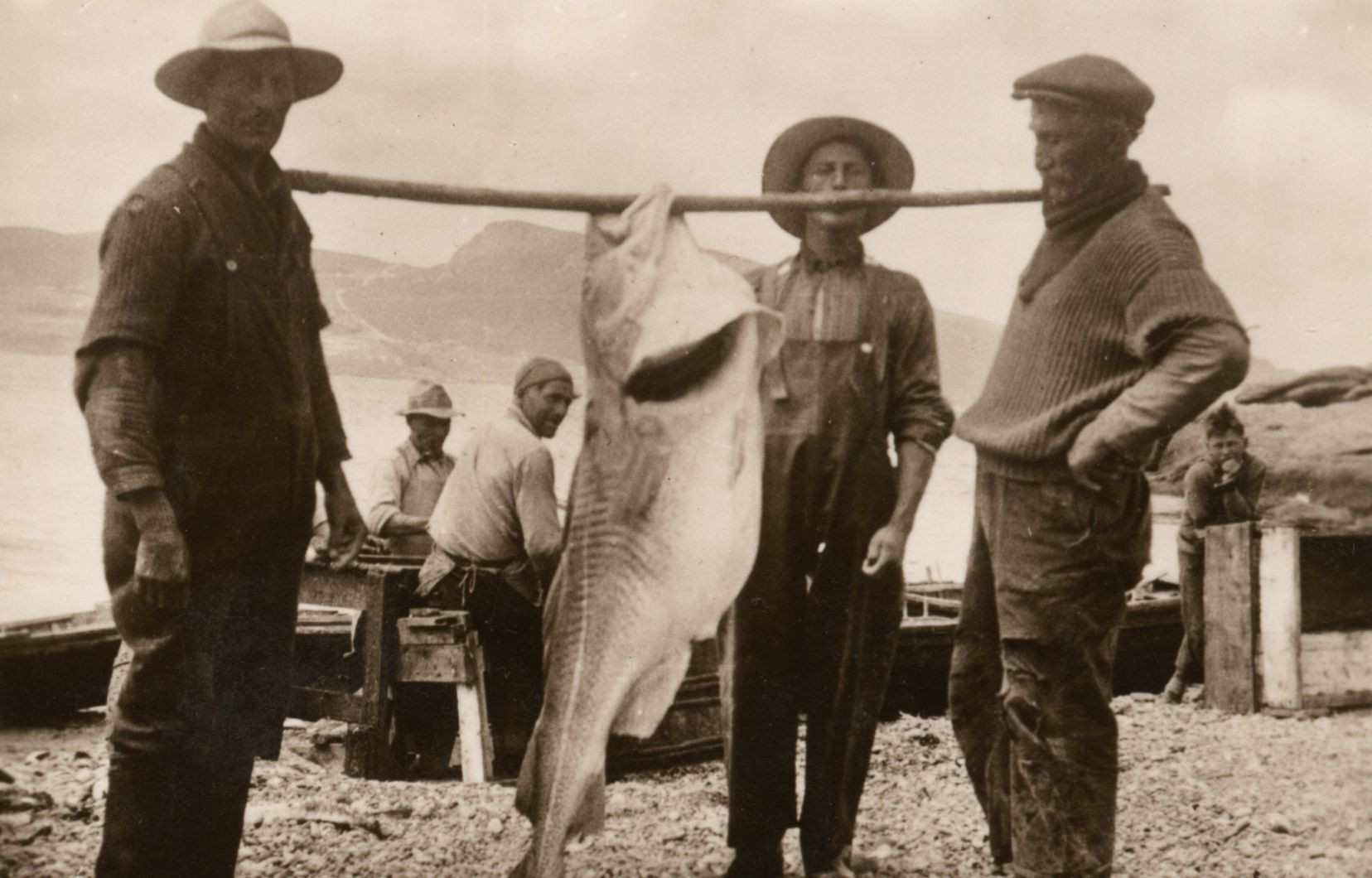
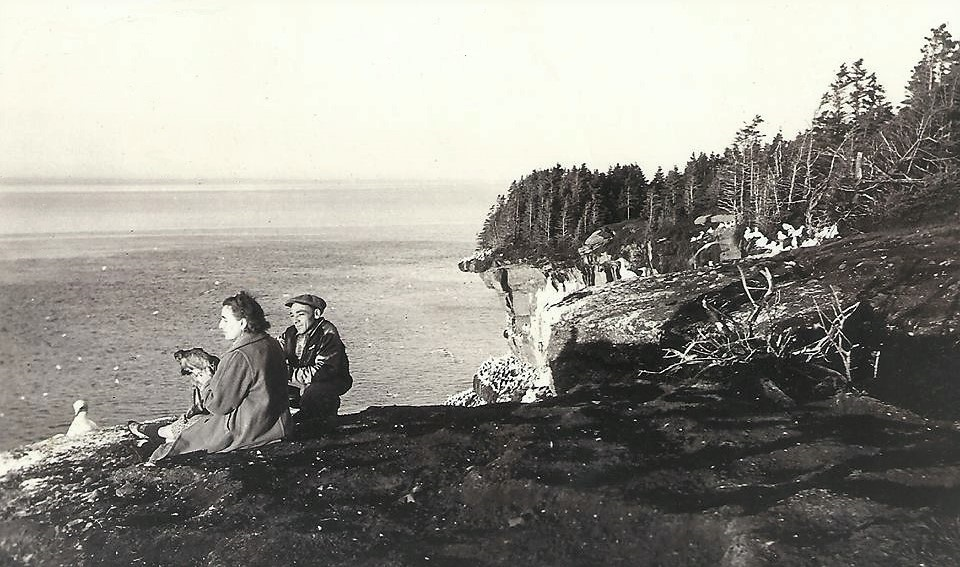

La province de Québec fait l'acquisition de l'ensemble de l'île en 1971 et crée le parc national de l'Île-Bonaventure-et-du-Rocher-Percé en 1985. C'est l'une des plus grandes et des plus accessibles réserves ornithologiques au monde avec plus de 280 000 oiseaux. L'île Bonaventure est une destination touristique majeure. Trois compagnies exploitant plus d'une dizaine de navires au total permettent d'accéder à l'île en journée de mai à octobre et d'en faire le tour.
L'ancien porte-avions canadien, le NCSM Bonaventure a été nommé d'après cette île.

## Oiseaux
Sur l'île, 293 espèces d'oiseaux ont été répertoriées comme espèces de passage, migrantes ou permanentes. Le célèbre ornithologue Roger Tory Peterson a classé l'île parmi les 12 meilleurs sites d'observation des oiseaux en Amérique du Nord.
L'espèce d'oiseaux la plus représentée sur l'île est le fou de Bassan. L'île abrite la plus grande colonie de fous de Bassan au monde avec plus de 121 000 oiseaux (en 2008), déclassant depuis peu l'archipel de Saint-Kilda en Écosse qui compte 119 000 oiseaux. À moins d'une catastrophe environnementale, l'île de Bonaventure conservera longtemps son titre, car la population de fous de Bassan y est en croissance de 3 % par année alors que celle de Saint-Kilda est stable. En 1883, l'île ne comptait que 3 000 fous. À cette époque, la population de fous croissait lentement parce que les fous étaient au menu des habitants de l'île! Par contre, depuis 1919, l'île est un refuge protégé d'oiseaux et la population de fous augmente sans relâche. L'absence d'animaux prédateurs sur l'île, l'abondance de nourriture dans le golfe du Saint-Laurent et la disponibilité d'espace sur l'île pour accueillir les nids favorisent cette croissance. Seulement 30 % des fous de l'île nichent dans les falaises alors que le reste de la colonie niche sur le plateau en haut des falaises où il y a encore beaucoup d'espace pour accueillir de nouveaux oiseaux. Sur le plateau, les touristes peuvent s'approcher à moins d'un mètre des oiseaux sans que ceux-ci leur prêtent attention !
Les autres populations importantes d'oiseaux sont celles de la mouette tridactyle et celle du guillemot marmette.
Le goéland, la sterne, le guillemot à miroir, d'autres alcidés, le goéland argenté, le goéland marin, le pingouin torda, l'Océanite culblanc (ou pétrel-tempête à cul blanc), le grand cormoran, le cormoran à aigrettes, le macareux moine, la mésange à tête brune et la fauvette du Nouveau Monde peuvent aussi être observés à Bonaventure.

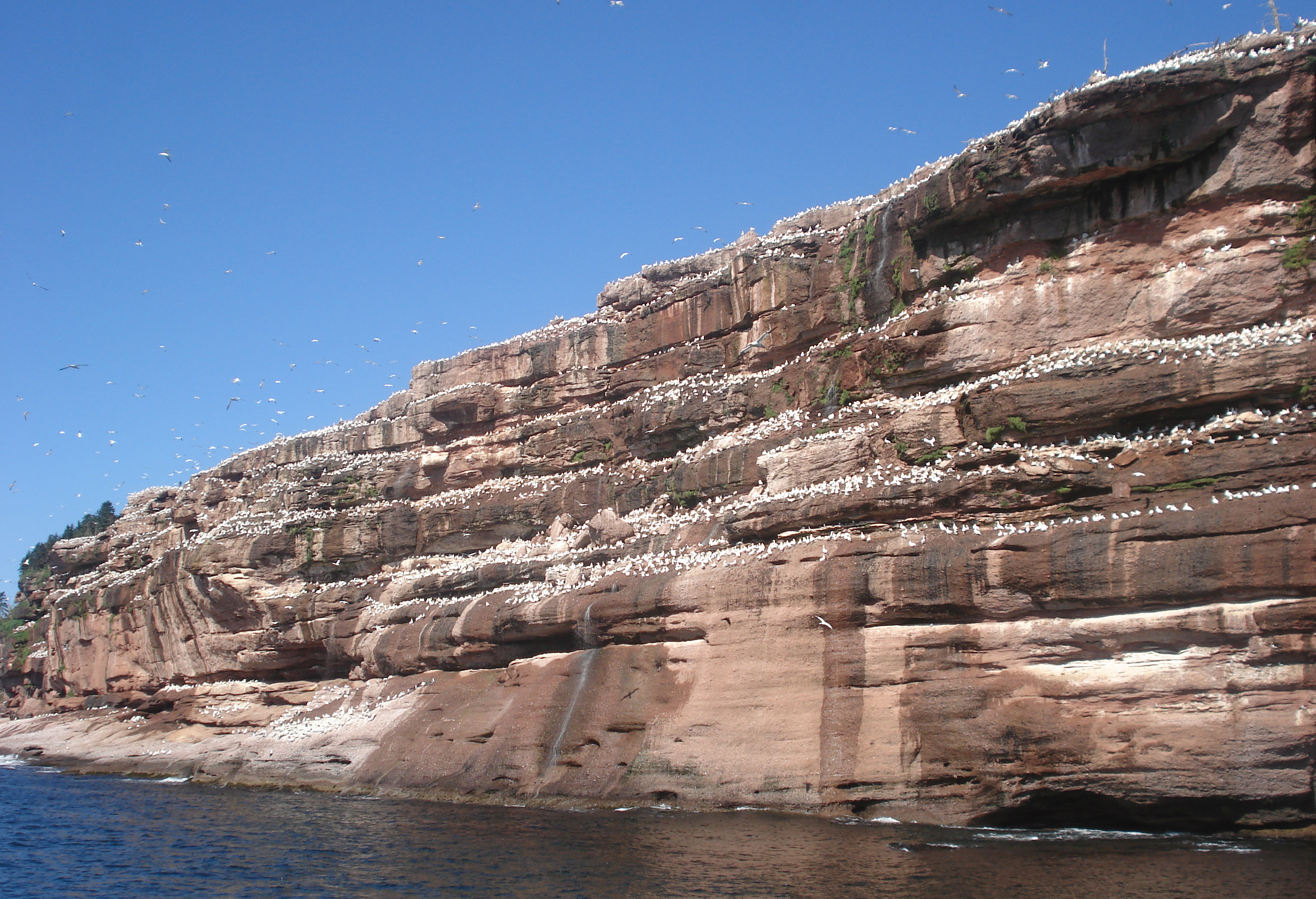
Colonie de fous de Bassan sur les falaises de l'île.
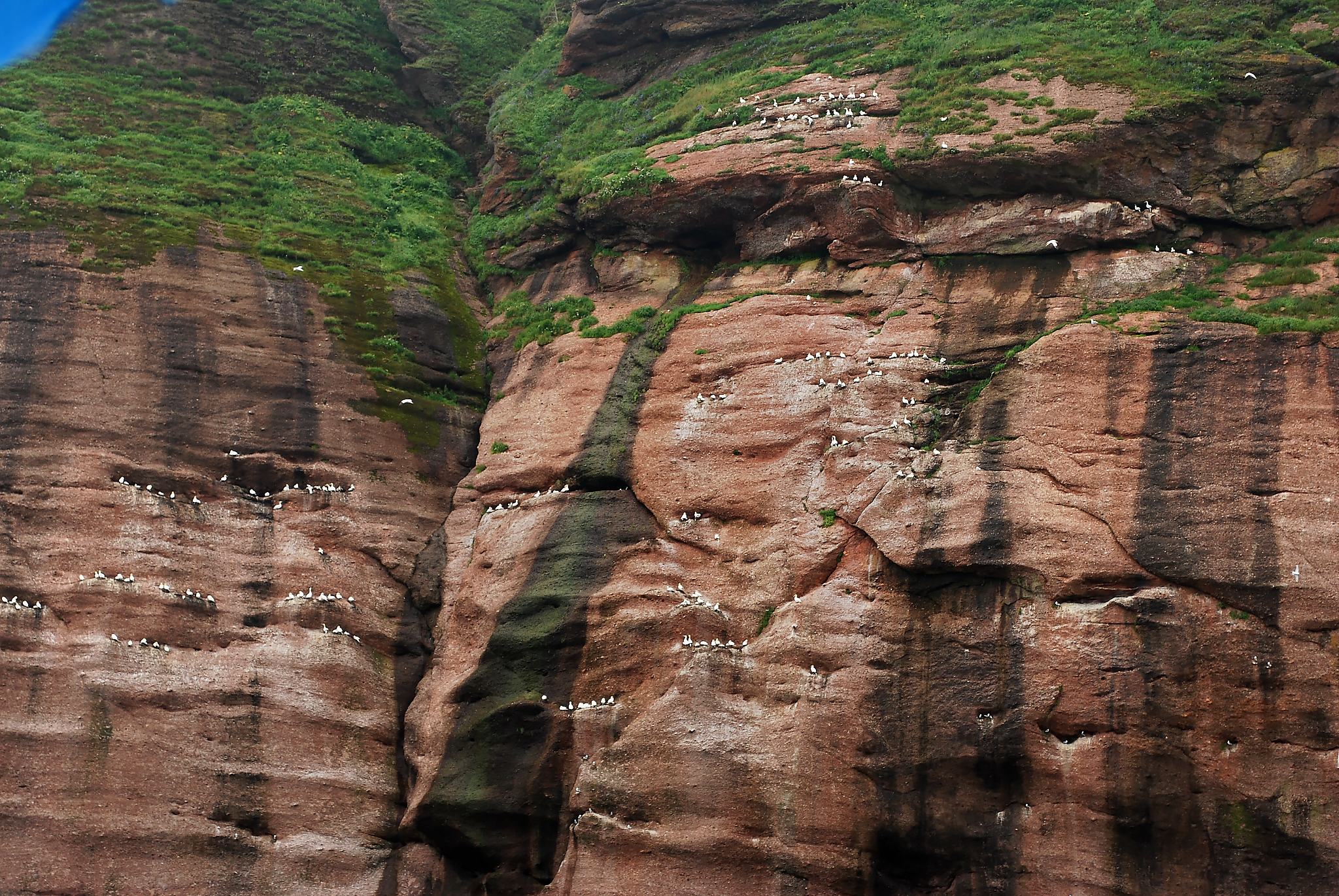
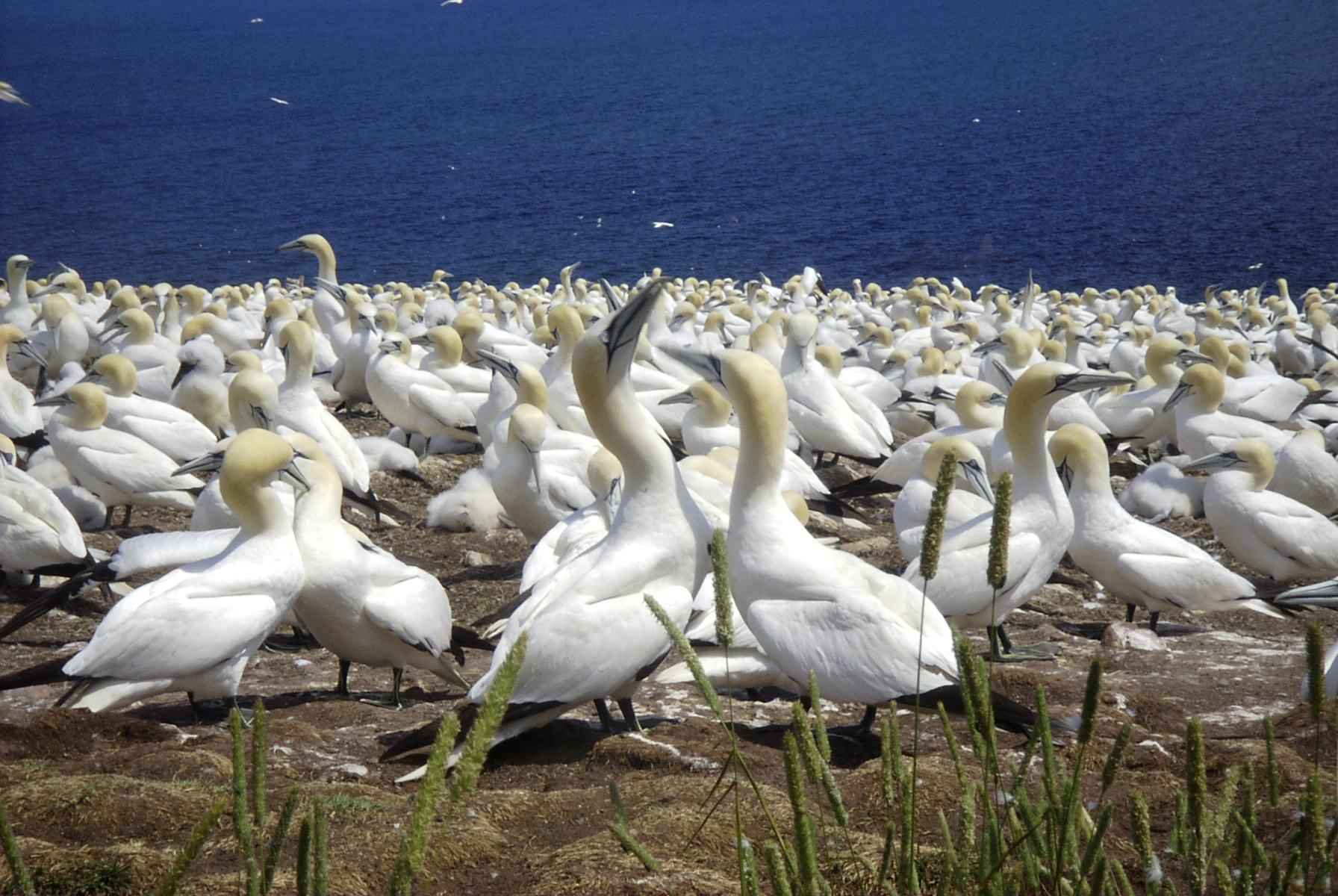
L'Île Bonaventure héberge la plus importante colonie de fous de Bassan au monde.
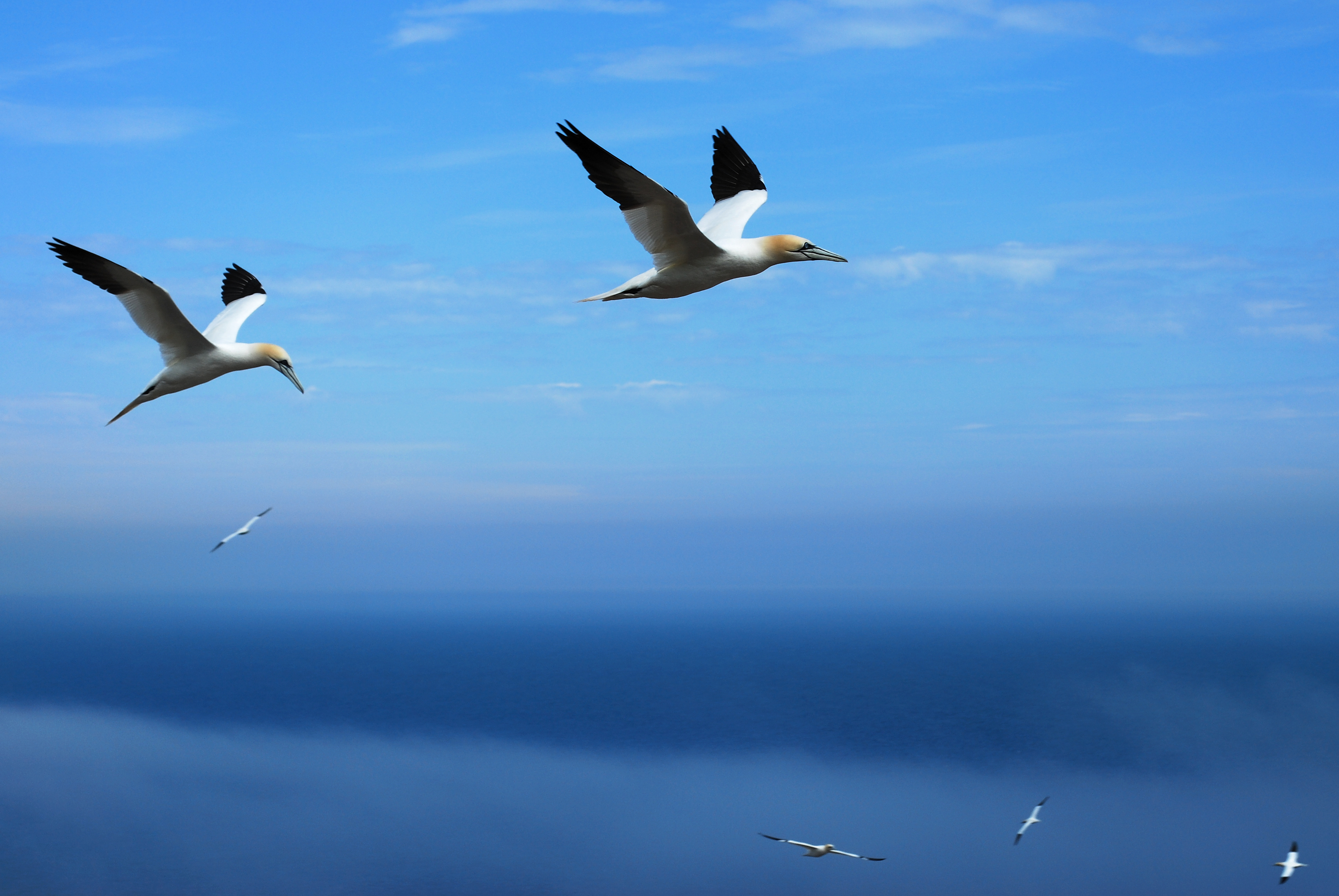
Fous de Bassan en vol.

## Signification culturelle
L'île Bonaventure a été une inspiration importante pour nombre d'artistes et de poètes. Déjà l'écrivain André Breton, qui travaillait à son essai poétique Arcane 17 lors de sa résidence à Percé en 1944, déclarait : « J'ai beaucoup regardé les oiseaux dans cette île Bonaventure qui est au large de Percé. » Source d'inspiration pour des poètes et peintres venus de loin : l'américain Frederic James (en), les franco-allemands Claire et Yvan Goll (1946), etc., — c'est dans les années 1960 que l'île accueillera une colonie d'artistes qui se mêlent aux habitants de l'île, pour la plupart de souche irlandaise. Parmi ces artistes mentionnons les peintres Jacques Hurtubise et Kittie Bruneau, le sculpteur Morton Rosengarten, le poète Michaël La Chance. Artistes et habitants ont été évincés au début des années 1970.